# 야마모토 다쓰오 (정치인)
야마모토 다쓰오(일본어: 山本 達雄, 1856년 4월 7일~1947년 11월 12일)는 일본 제국의 정치인이다. 일본은행 총재, 일본권업은행 총재, 귀족원 의원, 대장대신, 농상무대신, 입헌민정당 최고고문, 내무대신 등을 역임하였다.

## 생애
1856년 4월에 지금의 오이타현 우스키시에서 분고국 우스키번사의 차남으로 태어났다. 도쿄의 게이오기주쿠에서 후쿠자와 유키치에게 수학했다. 졸업 후에는 오카야마현립상법강습소에서 일했지만 정치를 비판하는 모임 등을 개최한 것이 문제가 되어 오사카상업강습소로 옮겨가게 됐다. 하지만 1년 뒤 오사카에서도 쫓겨났다가 1883년에 우편기선미쓰비시회사(지금의 일본우선)에 입사했다. 그리고 가와다 고이치로에게 재능을 인정받아 간부후보생이 되어 여러 지점에서 부지배인을 역임했다.
이후 일본은행 총재로 부임한 가와다의 요청을 받아 1890년에 일본은행에 입행했다. 1895년에는 가와다의 명으로 요코하마 쇼킨 은행 이사를 맡았다. 1896년에 금본위제 실시를 위한 준비를 위해 런던에 파견됐으며 1897년에 일본은행 이사가 되었다. 1898년 총재 이와사키 야노스케가 사임하자 야마모토는 후임 총재로 지명됐다. 야마모토는 급히 영국에서 귀국해 제5대 총재에 취임했다.
총재가 된 야마모토는 일본 경제가 과열 현상을 보인다고 판단했다. 당시 정부는 일본은행에 대해 융자 요청을 하고 있었는데 야마모토는 금융 긴축과 정부의 재정 적자 개선을 요구했다. 정부는 격렬히 반발하며 야마모토에게 압력을 가했지만 야마모토는 일은의 주체성을 강조하며 이에 맞섰다. 사학 출신인 데다가 중도에 채용된 입행 8년 차 총재에 대한 일본은행 직원들의 내부 반발도 만만치 않았다. 대쪽 같은 성격이던 야마모토가 내외의 압력에 굴하지 않자 총재 취임 4개월 만에 지점장, 국장, 이사 등 간부의 절반인 11명이 일제히 사직서를 제출해 야마모토의 실각을 꾀했다. 이에 야마모토는 오히려 사직서를 모두 수리한 뒤 즉시 인사 쇄신을 발표해 버렸다. 일은 내외가 소란스러워진 건 당연한 일이었다. 그러나 이토 히로부미나 야마가타 아리토모 등 정부의 실력자들이 야마모토의 방침을 받아들이면서 야마모토는 자리를 지키는 데 성공했고 임기 5년도 무사히 채웠다. 총재에서 물러난 다음 달인 1903년 11월 20일에 귀족원 칙선의원이 되었고 1909년엔 일본권업은행 총재가 되었다.
그러다 1911년 제2차 사이온지 내각이 출범하자 대장대신으로 입각을 하게 되었다. 대장성 관료 출신이 아닌 재계 출신으론 처음 대장대신에 취임했는데 이는 총리대신 사이온지 긴모치가 직접 요청한 것이었다. 당시 일본은 러일 전쟁으로 재정이 악화일로를 걷고 있어 재정 건전화가 절실했는데 재정 건전화는 평소 야마모토의 지론이었기 때문이다. 이후 사이온지와 야마모토는 재정 적자를 이유로 일본 제국 육군의 2개 사단 증설 요구를 거절했고 이에 분노한 육군은 육군대신 우에하라 유사쿠를 물러나게 한 뒤 후임자를 천거하지 않음으로서 사이온지 내각을 붕괴시켰다.
사이온지 내각에 참여한 것을 계기로 야마모토는 입헌정우회와 깊은 인연을 맺었고 다이쇼 정변으로 해군 대장 출신 야마모토 곤노효에가 이끄는 제1차 야마모토 내각이 1913년에 출범하자 정우회의 추천을 받아 농상무대신으로 입각했다. 그리고 대장대신으로 취임한 다카하시 고레키요와 함께 재정 재건을 추진했지만 지멘스 사건이 터지면서 뜻을 이루지 못했다. 야마모토 다쓰오는 이 무렵 정식으로 입헌정우회에 입당했다. 1918년에 일본 최초의 정당 내각인 하라 내각이 출범하자 두 번째로 농상무대신이 되었다. 다카하시도 두 번째 대장대신 임기를 시작했는데 이 무렵 다카하시는 적극재정을 주장했고 야마모토는 여전히 건전재정을 내세웠기에 두 사람 사이에 대립이 불거졌다. 하라 다카시가 암살된 뒤 다카하시가 내각을 물려받자 이 갈등은 더욱 커졌다. 입헌정우회 내에선 하라의 후계자로 떠오른 사람은 요코타 센노스케와 도코나미 다케지로였는데 요코타는 다카하시를 지지했기에 야마모토는 자연스럽게 도코나미와 손을 잡게 되었다.
1925년에 제2차 호헌 운동이 일어나자 입헌정우회는 이에 참가할지 여부를 두고 격렬한 논쟁을 일으켰다. 그 결과 참가에 반대하는 도코나미가 입헌정우회를 이탈해 버렸다. 야마모토도 도코나미에 동조해 나카하시 도쿠고로, 모토다 하지메, 하토야마 이치로 등과 함께 정우본당을 결성했다. 하지만 정우본당은 국민의 지지를 얻지 못한 채 갈수록 당세가 줄어들었고 그 와중에 내부 대립이 일어나 나카하시, 모토다, 하토야마 등이 잇따라 입헌정우회에 복귀했다. 1927년 정우본당은 헌정회와 합당해 입헌민정당을 결성했고 야마모토는 도코나미와 함께 최고고문이 되었다. 그런데 얼마 지나지 않아 도코나미도 입헌정우회로 복귀해 버려 옛 정우본당 출신은 사실상 야마모토만 남게 되었다. 야마모토는 1940년 대정익찬회가 결성될 때까지 계속 입헌민정당에 남아 있었다.
하마구치 오사치 피난 사건 이후 센고쿠 미쓰기, 하마구치, 야마모토는 회담을 했다. 두 사람은 야마모토에게 하마구치의 후임 총재가 되어 줄 것과 경우에 따라선 총리대신이 될 것을 부탁했으나 야마모토는 이를 고사했다. 에기 다스쿠, 아다치 겐조 등과도 상담한 결과 와카쓰키 레이지로가 다시 총리대신이 되는 것으로 합의가 이루어졌다. 1932년 사이토 내각이 성립하자 입헌민정당을 대표해 야마모토가 내무대신이 되면서 오랜만에 재입각했다. 1933년에 고스톱 사건이 일어나 육군성과 내무성이 격렬하게 대립했는데 야마모토는 이번에도 특유의 고집을 보이면서 한 치도 물러서지 않았다.
야마모토는 이자와 다키오의 주장을 받아들여 관료의 신분 보장 규정인 「문관임용령」 제11조를 부활시켜 정당과 내무관료의 관계를 끊고자 했다. 하지만 내무관료 출신인 농림대신 고토 후미오가 이자와와 정무차관 사이토 다카오 등의 반발에도 불구하고 군부의 지지를 등에 업고 선거숙정운동을 추진하면서 입헌민정당은 해산됐고 야마모토도 정치적 기반을 상실하게 되었다. 이후 야마모토는 태평양 전쟁이 발생하고 일본이 패전한 뒤 「일본국 헌법」이 공포돼 귀족원이 폐지되는 등의 정치적 흐름을 정계 원로로서 그저 지켜만 보고 있었다. 그리고 평화헌법 공포 후 반년이 지난 뒤인 1947년 11월 향년 92세로 사망했다. 묘소는 아오야마 영원에 있다.
| 전임 이와사키 야노스케 | 제5대 일본은행 총재 1898년 10월 20일~1903년 10월 19일 | 후임 마쓰오 시게요시 |

| 전임 가쓰라 다로 | 제14대 대장대신 1911년 8월 30일~1912년 12월 21일 | 후임 와카쓰키 레이지로 |

| 전임 나카쇼지 렌 | 제24대 농상무대신 1913년 2월 20일~1914년 4월 16일 | 후임 오우라 가네타케 |

| 전임 나카쇼지 렌 | 제28대 농상무대신 1918년 9월 29일~1922년 6월 12일 | 후임 아라이 겐타로 |

| 전임 스즈키 기사부로 | 제45대 내무대신 1932년 5월 26일~1934년 7월 8일 | 후임 고토 후미오 |